# حفل توزيع جوائز الغرامي التاسع والخمسين
حفل توزيع جوائز الغرامي التاسع والخمسين (بالإنجليزية: 59th annual Grammy award)‏ هو حفل أقيم في 12 فبراير 2017.قدمه جيمس كوردن.تكفلت شبكة سي بي إس الأمريكية بالنقل الحي و المباشر للحفل و ذلك من ماديسون سكوير جاردن في نيويورك.